# Burkhard von Avesnes

Familienwappen Burkhards von Avesnes

Burkhard von Avesnes (franz.: Bouchard d’Avesnes, * um 1182; † 1244 in Rupelmonde) war ein französischer Adliger aus dem Haus Avesnes.
Er war der jüngste von vier Söhnen des Sire Jakob von Avesnes und der Adela von Guise. Als jüngster der Familie war er für eine geistliche Laufbahn vorgesehen, wurde Domkantor von Laon und erhielt die Weihe zum Subdiakon. 1211 verließ Burkhard den geistlichen Stand und befehdete seinen Bruder Walter. Er trat in den Dienst des Grafen Ferrand von Flandern, der ihn zum Bailli des Hennegau ernannte.
Dort wurde er mit der Obhut der jungen Margarete, der Schwester von Gräfin Johanna von Flandern, betraut. Stattdessen entführte er die erst zehnjährige Margarete und heiratete sie, in der Hoffnung, so deren flämisches Erbe übernehmen zu können. Gräfin Johanna erkannte die Ehe nicht an, da Burkhard als geweihter Subdiakon unter Eheverbot stand. 1214 nahm Burkhard an der Schlacht von Bouvines gegen die Franzosen teil. Unterstützt vom französischen König Philipp II. August erreichte Gräfin Johanna 1216 bei Papst Innozenz III. die Exkommunikation Burkhards, der sich darauf mit Margarete in das Exil nach Luxemburg begab. Obwohl jedem Exilort das Interdikt drohte, erhielt Burkhard nicht nur bei weltlichen Fürsten, sondern auch in den Bistümern Laon, Cambrai und Lüttich gastliche Aufnahme.
Um 1220 geriet er schließlich in einem Gefecht in Gefangenschaft und wurde in Gent festgehalten. Um seine Freilassung zu erreichen, stimmte Margarete der Aufhebung ihrer Ehe zu. Wenige Jahre später heiratete sie Wilhelm II. von Dampierre. Burkhard verließ nach seiner Freilassung seine Heimat und kämpfte in Italien für den Heiligen Stuhl. Als er 1244 nach Flandern zurückkehrte, wurde er auf Befehl von Gräfin Johanna in Rupelmonde enthauptet.

## Nachkommen
Aus seiner kirchenrechtlich nicht legitimen Ehe mit Margarete hatte er zwei Söhne, deren Ansprüche auf das Erbe ihrer Mutter zum Ausbruch des flämischen Erbfolgekrieges führten. Sie wurden erst 1249 vom Papst legitimiert.
- Johann von Avesnes (* 1218; † 1257), 1246 Graf von Hennegau
- Balduin von Avesnes (* 1219; † 1295), Herr von Beaumont